# NBA All-Star Game 1958
Le NBA All-Star Game 1958 s’est déroulé le 21 janvier 1958 dans le Kiel Auditorium de Saint-Louis. Les All-Star de l’Est ont battu les All-Star de l’Ouest 130 à 118. Bob Pettit a été élu MVP, il est le seul joueur de l’histoire à obtenir ce trophée alors que son équipe a perdu.

## Effectif All-Star de l’Est
- Bob Cousy (Celtics de Boston)
- Bill Russell (Celtics de Boston)
- Dolph Schayes (Nationals de Syracuse )
- Paul Arizin (Warriors de Philadelphie )
- Neil Johnston (Warriors de Philadelphie )
- Bill Sharman (Celtics de Boston )
- Richie Guerin (Knicks de New York )
- Larry Costello (Nationals de Syracuse )
- Willie Naulls (Knicks de New York )
- Kenny Sears (Knicks de New York )

## Effectif All-Star de l’Ouest
- Bob Pettit (Hawks de Saint-Louis)
- Maurice Stokes (Royals de Cincinnati)
- Dick McGuire (Pistons de Détroit)
- Larry Foust (Lakers de Minneapolis )
- Slater Martin (Hawks de Saint-Louis)
- George Yardley (Pistons de Détroit)
- Dick Garmaker (Lakers de Minneapolis )
- Cliff Hagan (Hawks de Saint-Louis )
- Gene Shue ( Pistons de Détroit)
- Jack Twyman (Royals de Cincinnati )